# یوژف سندریی
یوژف سندریی (مجاری: József Szendrei؛ زادهٔ ۲۵ آوریل ۱۹۵۴) بازیکن فوتبال اهل مجارستان بود.
از باشگاه‌هایی که در آن بازی کرده‌است می‌توان به باشگاه فوتبال مالاگا، باشگاه فوتبال اویپشت، و باشگاه فوتبال کادیس اشاره کرد.
وی همچنین در تیم ملی فوتبال مجارستان بازی کرده‌است.